# Pierron (Illinois)
Pierron es una villa ubicada en el condado de Bond en el estado estadounidense de Illinois. En el Censo de 2010 tenía una población de 600 habitantes y una densidad poblacional de 277,11 personas por km².

## Geografía
Pierron se encuentra ubicada en las coordenadas 38°46′23″N 89°35′54″O / 38.77306, -89.59833. Según la Oficina del Censo de los Estados Unidos, Pierron tiene una superficie total de 2.17 km², de la cual 2.17 km² corresponden a tierra firme y (0%) 0 km² es agua.

## Demografía
Según el censo de 2010, había 600 personas residiendo en Pierron. La densidad de población era de 277,11 hab./km². De los 600 habitantes, Pierron estaba compuesto por el 98.83% blancos, el 0.33% eran afroamericanos, el 0% eran amerindios, el 0.17% eran asiáticos, el 0% eran isleños del Pacífico, el 0% eran de otras razas y el 0.67% pertenecían a dos o más razas. Del total de la población el 2% eran hispanos o latinos de cualquier raza.